# Grote graslelie
De grote graslelie (Anthericum liliago) is een vaste plant, die behoort tot de aspergefamilie (Asparagaceae). Het is een plant van kalkgrasland. De plant komt van nature voor in Midden- en Zuid-Europa. In Nederland komt de soort voor in Zuid-Limburg; vroeger ook op de Veluwe. De plant staat op de Nederlandse Rode Lijst van planten als zeer zeldzaam en stabiel of iets in aantal toegenomen. In België komt de plant langs de Maas voor. 
De plant wordt 20–60 cm hoog en heeft wortelstandige, grasachtige, lintvormige bladeren. De bladeren zijn 5–7 mm breed en ongeveer even lang als de stengel.
De grote graslelie bloeit van mei tot juli met 1,5–2 cm grote, witte bloemen, waarbij de bloemdekslippen vrij zijn. De helmdraden zijn cilindrisch. De schutbladen van de onderste bloemen zijn even lang of langer dan de bloemsteel. De bloeiwijze is een tros.
De vrucht is een eivormige doosvrucht.

## Toepassing
De soort wordt ook in siertuinen gebruikt. De plant kan door scheuren vegetatief vermeerderd worden.